# Ultimate Motorsport
Ultimate Motorsport was een Brits autosportteam dat van 2007 tot 2009 deelnam aan het Britse Formule 3-kampioenschap en de Formule Renault 3.5 Series.

## Geschiedenis

### 2007
Ultimate Motorsport werd in 2007 opgericht door Barry Walsh. Hij nam twee ex-McLaren-werknemers aan, Jonny Ostrowski en Colin Morgan, om het team op te zetten en leiding aan het team te geven om deel te nemen aan de Britse Formule 3 in 2007. Coureurs Michael Devaney en Esteban Guerrieri eindigden op de twaalfde en dertiende plaats in het kampioenschap.
Aan het eind van 2007 sloeg Ultimate de handen ineen met het Franse team Signature-Plus om als Ultimate Signature deel te nemen aan de Formule Renault 3.5 Series in 2008. Het team had veel steun van de nationale Angolese oliemaatschappij Sonangol, wat hielp om de Ultimate Motorsport Academy op te zetten. Deze academie heeft als doel om jonge coureus vanuit het karting te laten doorstromen naar de Formule 1 via verschillende raceklassen als de Formule BMW, Formule 3 en Formule Renault 3.5. 

### 2008
Ultimate begon het seizoen 2008 in de Formule Renault 3.5 met de Braziliaanse coureurs Fábio Carbone en Claudio Cantelli, die overstapten vanuit de International Formula Master. Na een slechte start van het seizoen, waarin slechts één punt werd behaald, werd Cantelli vervangen door Esteban Guerrieri. Tijdens het vijfde raceweekend op de Hungaroring behaalde Carbone het eerste podium voor het team en een dag later de eerste overwinning. Ook op de Nürburgring en het Estoril won hij races en werd hiermee derde in het kampioenschap achter Giedo van der Garde en Julien Jousse. Guerrieri behaalde een podiumplaats op het Bugatti Circuit en een overwinning in de laatste race op het Circuit de Catalunya en eindigde als achtste in het kampioenschap. Met acht podiumplaatsen eindigde Ultimate Signature als tweede in het teamskampioenschap achter Tech 1 Racing.
In de Britse Formule 3 begon Ultimate het seizoen met Esteban Guerrieri, Ricardo Teixeira en Michael Devaney als coureurs. Guerrieri werd tijdens het seizoen vervangen door Alistair Jackson terwijl hij zelf in de Formule Renault 3.5 reed. Guerrieri behaalde twee podiumplaatsen en eindigde als twaalfde, terwijl Devaney met een dubbele overwinning op het Snetterton Motor Racing Circuit achtste werd. Jackson, die ook twee raceweekenden voor Räikkönen Robertson Racing reed, werd zeventiende en Teixeira sloot het kampioenschap af als 21e. Het team miste het laatste raceweekend op Donington Park.

### 2009
In 2009 reed Ultimate niet meer in de Britse Formule 3, maar enkel in de Formule Renault 3.5, met Miguel Molina en Greg Mansell, zoon van voormalig Formule 1-kampioen Nigel Mansell, als coureurs. Molina behaalde drie podiumplaatsen en werd hiermee achtste in het kampioenschap, terwijl Mansell slechts vier punten scoorde. Voor het achtste van negen raceweekenden op de Nürburgring verloor het team de steun van Sonangol, waarna Mansell besloot het team te verlaten. Hierdoor kon het team het seizoen niet afronden en hield het op te bestaan.